# ژولیوس سزار (فیلم ۱۹۷۰)
ژولیوس سزار (انگلیسی: Julius Caesar) فیلمی در ژانر جنگی و درام به کارگردانی استوارت بورگ است که در سال ۱۹۷۰ منتشر شد.

## بازیگران
- چارلتون هستون
- جیسون روباردز
- جان گیلگد
- رابرت وگن
- ریچارد چمبرلین
- دایانا ریگ
- کریستوفر لی
- مایکل گاف
- جان تیت
- ایوان هوپر
- پرستون لاک‌وود
- لارنس هارینگتون